# Bělehradská univerzita
Bělehradská univerzita (srbsky: Универзитет у Београду, Univerzitet u Beogradu) je nejstarší a největší instituce vyššího vzdělání v Srbsku. Univerzita sídlí v hlavním městě Bělehradě. Má přibližně 90 tisíc studentů a je tvořena 31 fakultami a 8 výzkumnými ústavy. Byla založena roku 1808.

## Historie

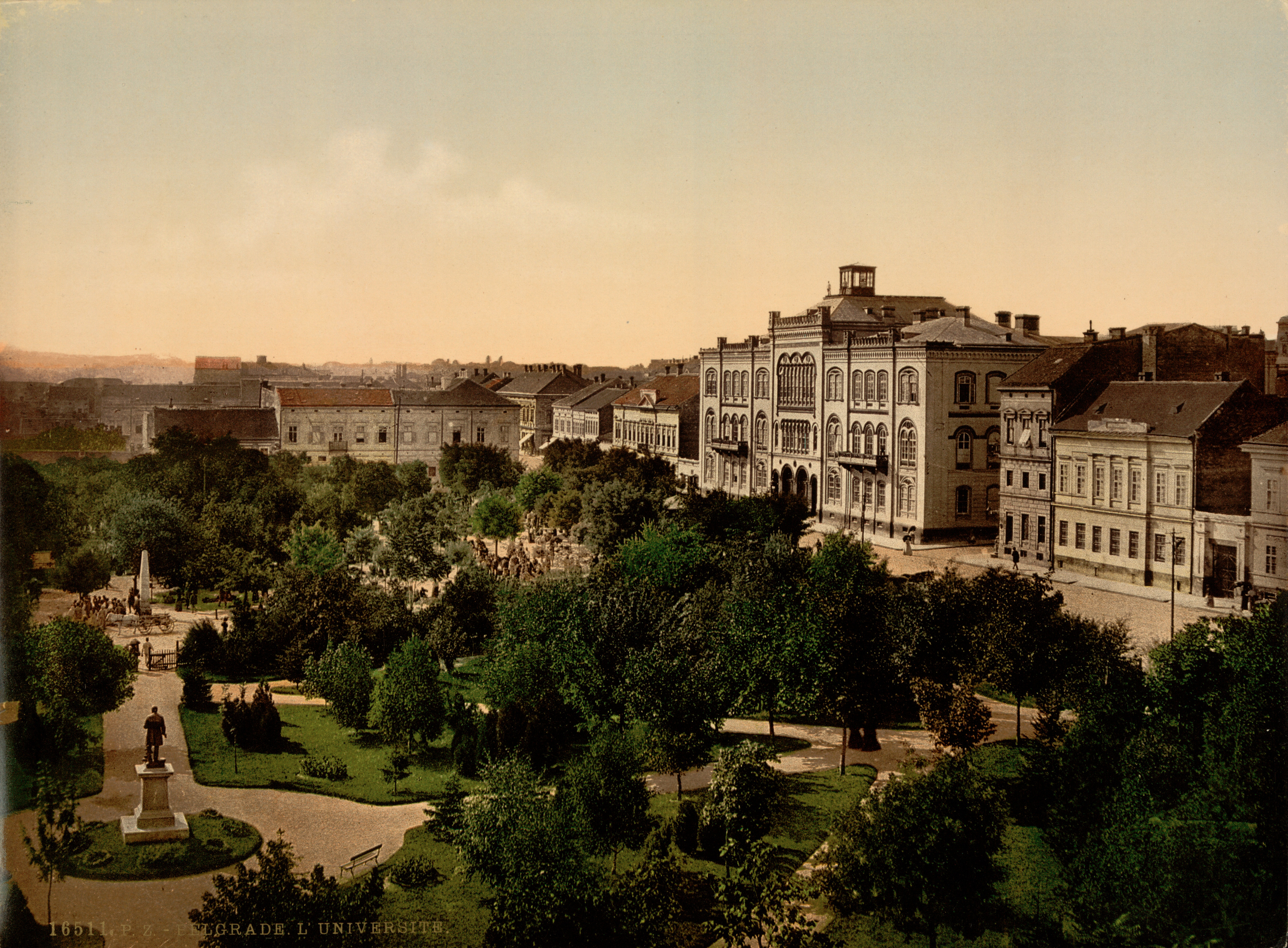
Univerzitní budova v roce 1890

Bělehradská univerzita byla založena roku 1808 jako Velká škola. Roku 1863 byl dokončen Palác kapitána Miši (Капетан Мишино здање), pojmenovaný po mecenáši Mišovi Anastasijevićovi a vybudovaný podle projektu českého architekta Jana Nevole. Ve své době to byl největší a nejkrásnější palác v Srbsku, dnes v něm sídlí rektorát Bělehradské univerzity.
Organizace univerzity byla roku 1905 svěřena osmi předním srbským intelektuálům, jimiž byli Jovan Žujović, Sima Lozanić, Jovan Cvijić, Mihailo Petrović Alas, Andra Stevanović, Dragoljub Pavlović, Milić Radovanović a Ljubomir Jovanović. V prvním roce své existence zařízení mělo 16 řádných a 18 mimořádných profesorů a 778 studentů. Administrativně se vysoká škola členila na fakultu filozofickou, právnickou, teologickou a technickou. Lékařská fakulta měla být otevřena roku 1914, ale kvůli válce zahájila činnost až roku 1920.
Během druhé světové války byla činnost univerzity zastavena. Po osvobození začala univerzita 5. prosince 1944 opět fungovat. V roce 1968 se studenti Bělehradské univerzity zapojili do protistátního protestu, který byl nakonec díky intervenci Josipa Broze Tita ukončen pokojně (byť došlo i k ostřejším střetům).
Vybudování BU přispělo k rozvoji nových univerzit - Univerzity v Novém Sadu (1960), Nišské univerzity (1965), Prištinské univerzity (1970), Univerzity Černé Hory (1974) a Kragujevacké univerzity (1976).
Od 2012 je rektorem univerzity Vladimir Bumbaširević.

## Fakulty
| - Fakulta architektury - Fakulta biologie - Fakulta defektologie - Fakulta ekonomie - Fakulta elektrotechniky - Fakulta sportu a tělesné výchovy - Fakulta bezpečnosti - Fakulta organizačních věd - Fakulta politologie - Fakulta fyzické chemie | - Fakulta farmaceutie - Fakulta filozofie - Fakulta filologie - Fakulta fyziky - Fakulta geografie - Fakulta stavebnictví - Fakulta chemie - Fakulta strojírenství - Fakulta matematiky - Fakulta lékařství - Fakulta pravoslavné teologie | - Fakulta agronomiky - Fakulta práv - Fakulta hornictví a geologie - Fakulta dopravní - Škola stomatologie - Fakulta lesnictví - Fakulta technologie a metalurgie - Fakulta pedagogiky - Fakulta veteriny - Fakulta techniky (se sídlem v Boru) |

## Galerie

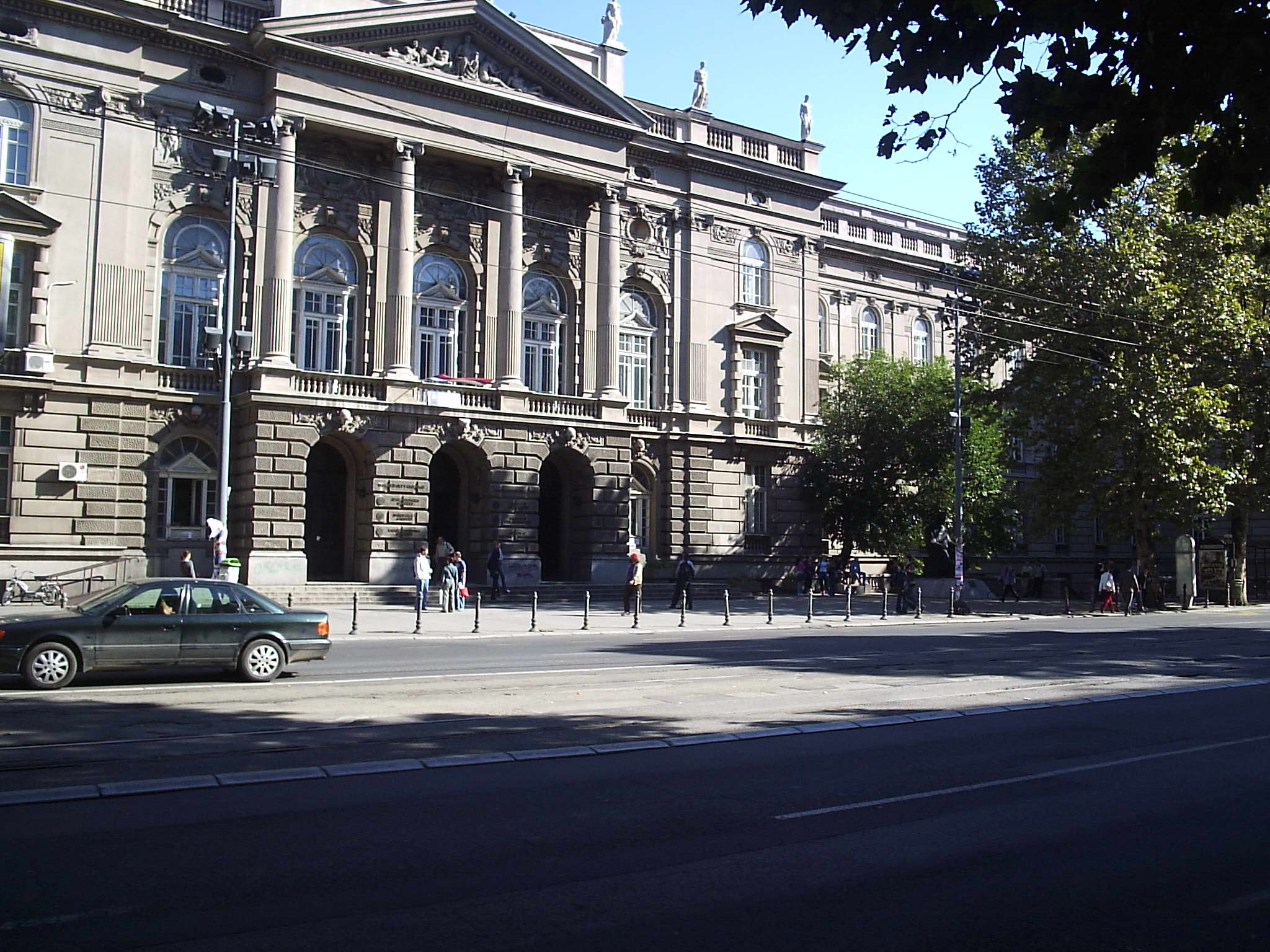
Fakulta elektrotechniky
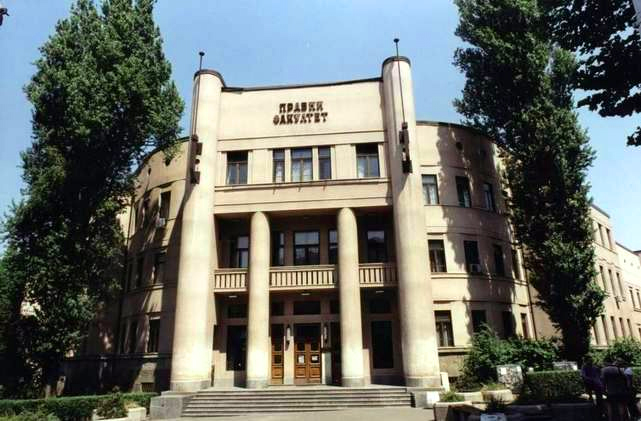
Fakulta práv
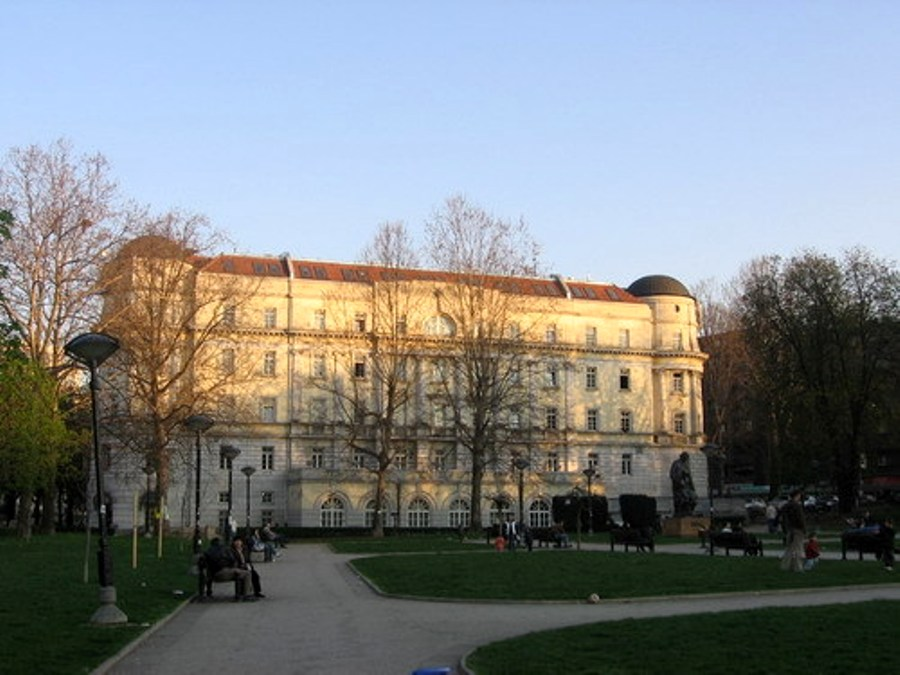
Fakultní ubytovna
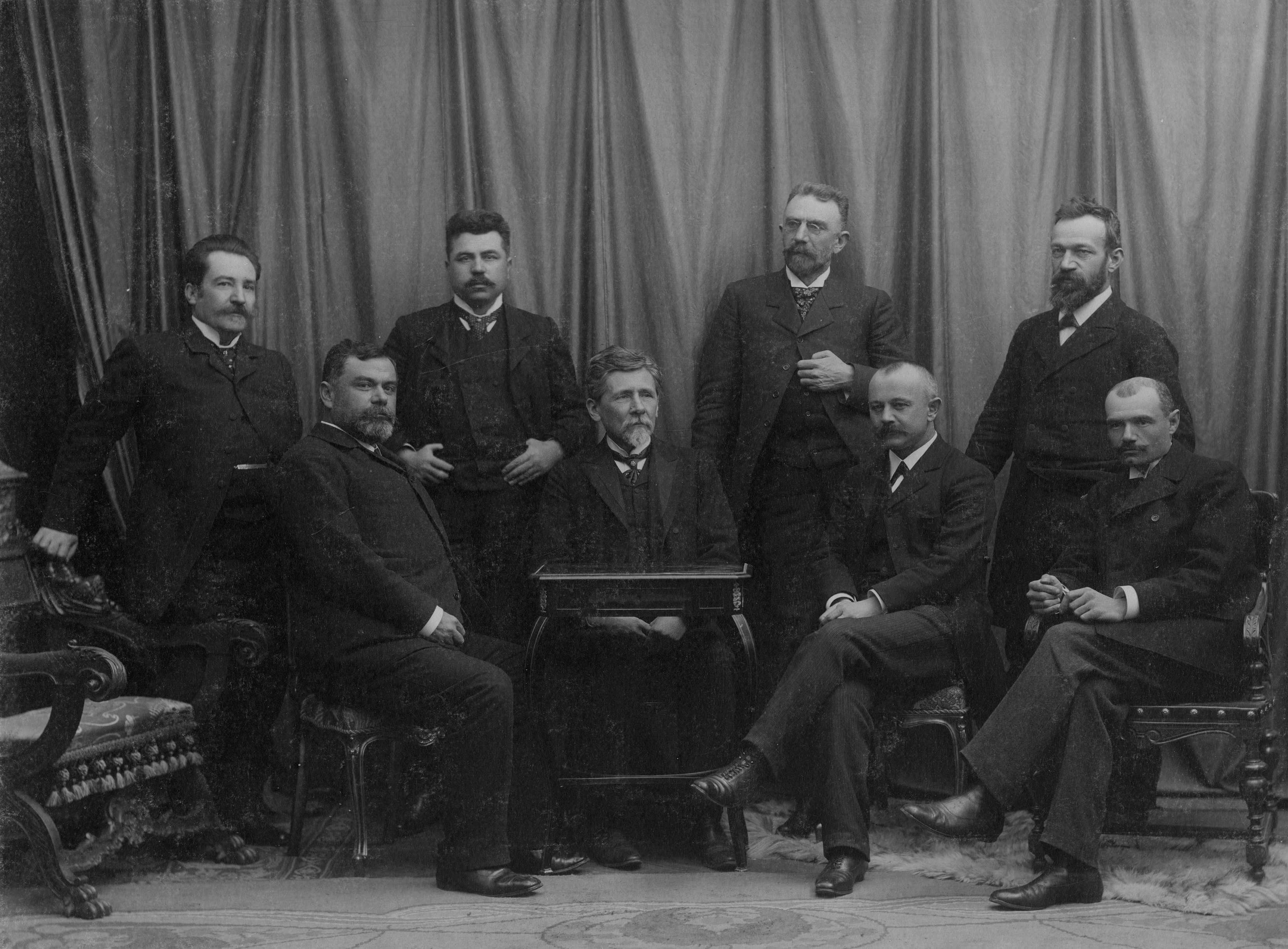
Prvních 8 profesorů BU